# Sint Vincentius Ziekenhuis (Kortrijk)
Het Sint-Vincentius Ziekenhuis was een katholiek ziekenhuis in de Belgische stad Kortrijk. De Sint-Vincentiuskliniek werd gesticht in 1947. Het was van meet af aan een privaat ziekenhuis, in tegenstelling tot het Onze Lieve Vrouwehospitaal, dat een OCMW-ziekenhuis was.

## Geschiedenis
Het Sint-Vincentius Ziekenhuis opende in 1947 zijn deuren in het centrum van de stad, vlak naast de Onze-Lieve-Vrouwekerk. De Sint-Vincentiuskliniek werd mede op initiatief van Dr. Bouckaert (bekend hart- en longspecialist) opgericht. Op 20 augustus 1947 kwam Monseigneur Lamiroy de gebouwen inzegenen. Op 15 september van datzelfde jaar werd de eerste operatie uitgevoerd. Naast Dr. Bouckaert waren er de dokters Van Tornout, Vandeputte, Ghesquière en Vandamme. Meteen met de opening van dit ziekenhuis deed ook lekenpersoneel zijn intrede in de katholieke instelling.
Sinds 1984 is het voormalige Sint-Vincentiusziekenhuis omgevormd tot een rust- en verzorgingstehuis voor ouderen.

## Verbouwingen
In de loop van 2011 plande het RVT Sint-Vincentius de realisatie van een nieuw woonzorgcentrum op de nabijgelegen Houtmarkt, op de site van het voormalige Sint-Niklaasziekenhuis, dat in 2010 verhuisde naar de nieuwe campus van het AZ Groeninge op Hoog Kortrijk. Na afwegen van de opties nieuwbouw en renovatie werd in 2011 bekendgemaakt dat de voormalige Sint-Niklaaskliniek gesloopt zou worden om plaats te maken voor een volledig nieuw RVT met ruimere kamers en kleinere leefgroepen. De site van Sint-Vincentius zou hierbij later ontwikkeld worden tot een nieuwe woonwijk in het centrum van de stad, vlak bij de Onze-Lieve-Vrouwekerk en de Gravenkapel.